# Кліффорд Беррі
Кліффорд Едвард Беррі (англ. Clifford Edward Berry; 19 квітня 1918 – 30 жовтня 1963) допомагав Джону Атанасову у створенні у 1939 році першого цифрового електронного комп'ютера — Калькулятора Атанасова-Беррі (ABC).